# NPO Radio 1
Pour les articles homonymes, voir Radio 1.
NPO Radio 1 (prononcé « NPO Radio Één » en néerlandais) est une station de radio généraliste nationale publique néerlandaise du groupe Nederlandse Publieke Omroep (NPO).
Station de radio généraliste, NPO Radio 1 est concentrée principalement sur les actualités nationales et internationales, mais également aux débats, au divertissement, à la culture et au sport.

## Histoire
Radio 1 fut créé le 15 janvier 1947 sous le nom « Hilversum 2 » et émettait sous ce nom jusqu'au 30 novembre 1985.
Le 1er décembre 1985, le nom de la station est modifiée en Radio 1.
Jusqu'en 1995, les diffuseurs publics avaient leurs propres programmes d'actualité. En septembre 1995, le journal radiodiffusé Radio 1 Journaal a été lancé, dans lequel les diffuseurs travaillent ensemble sous l'égide de la Nederlandse Omroep Stichting (NOS). En 2005, le Radio 1 Journaal a été absorbé par le département NOS Nieuws, l'organe de presse de la NOS.
Le 19 août 2014, Radio 1 adopte son nom actuel, le sigle « NPO » étant ajouté à son nom, comme l'ensemble des radios du groupe Nederlandse Publieke Omroep,.

## Identité visuelle

Logo de Radio 1 du 1er janvier 2011 au août 2014.
Logo de NPO Radio 1 depuis le 19 août 2014.

## Programmes
En 2016, les associations publiques de radiodiffusion qui produisent et diffusent des programmes pour NPO Radio 1 sont : NOS, AVROTROS, KRO-NCRV, BNNVARA, WNL, EO, NTR, VPRO, MAX et PowNed.

### Principales émissions
- Radio 1 Journaal (nl) (NOS)
- Spraakmakers (nl) (KRO-NCRV)
- Radio EenVandaag (nl) (AVROTROS)
- Met het Oog op Morgen (nl) (NOS)
- Langs de Lijn (nl) (NOS)

## Diffusion
NPO Radio 1 peut être reçue par FM, radiodiffusion numérique (DAB+), DVB-T, satellite, et en flux sur Internet.
Anciennement, la station diffusait également en ondes moyennes. De 1950 à 1975 et de 2001 à 2003, elle était diffusée sur la fréquence AM de 1008 kHz (298 m). De 1975 à 2001, elle était diffusée sur la fréquence 747 kHz (402 m). Par conséquent, la station a également pu être écoutée bien en dehors des Pays-Bas. Du fait de la redistribution des fréquences, Radio 1 a disparu des ondes moyennes le 1er juin 2003.

### Modulation de fréquence (FM)
| Aire de diffusion                                                                         | Fréquences                                             |
| ----------------------------------------------------------------------------------------- | ------------------------------------------------------ |
| Province de Brabant-Septentrional (recevable également en Belgique : Anvers)              | 98,9 MHz                                               |
| Province de Drenthe                                                                       | 91,8 MHz                                               |
| Province de Flevoland                                                                     | 91,8 MHz, 98,9 MHz                                     |
| Province de Frise                                                                         | 91,8 MHz, 104,8 MHz                                    |
| Province de Groningue                                                                     | 91,8 MHz                                               |
| Province de Gueldre (recevable également en Allemagne : Clèves, Münster (nord))           | 98,4 MHz (nord), 98,9 MHz (ouest), 104,8 MHz (sud-est) |
| Province de Hollande-Méridionale                                                          | 98,9 MHz                                               |
| Province de Hollande-Septentrionale                                                       | 98,9 MHz                                               |
| Province de Limbourg (104.8 MHz recevable également à Aix-la-Chapelle et à Liège)         | 104.8, 105,3 MHz                                       |
| Province d'Overijssel                                                                     | 91,8 MHz                                               |
| Province d'Utrecht                                                                        | 98,9 MHz                                               |
| Province de Zélande (recevable également en Belgique : Anvers, Bruges, Flandre-Orientale) | 104,4 MHz                                              |
| Arnhem                                                                                    | 98,6 MHz                                               |
| La Haye                                                                                   | 105,5 MHz                                              |
| Nimègue                                                                                   | 98,6 MHz                                               |
| Rotterdam                                                                                 | 98,6 MHz                                               |

### Radio numérique
en DAB+
- VHF canal 12C (227,36 MHz)